# Florent Prévost
Guillaume Florent Prévost (* 17. August 1794 in Paris; † 1. Februar 1870 ebenda im 5. Arrondissement) war ein französischer Ornithologe und naturwissenschaftlicher Assistent am Muséum national d’histoire naturelle (MNHN) in Paris.

## Leben und Wirken
Prévost war ein Schüler von Isidore Geoffroy Saint-Hilaire (1805–1861), für den er auch am MNHN als naturwissenschaftlicher Assistent (aide-naturaliste) tätig war. Hier arbeitete er zunächst als Tierpräparator in der Rue Ste Hyacinthe 7. Für Geoffroy Saint-Hilaire versorgte er die lebenden Amphibien (Schlangen und Echsen). Dabei beobachtete er, dass man Schlingnattern (Coronella austriaca) Laurenti, 1768 und Ringelnattern (Natrix natrix) Linnaeus, 1758 durch den Entzug von Wasser dazu bringen kann, lebend zu gebären. Doch schon Karl Ernst von Baer (1792–1876) bezweifelte diese Beobachtungen und stellte zu Recht fest, dass Schlingnattern ohnehin zu den lebendgebärenden Schlangen gehören.
Im Jahr 1832 wurde er Nachfolger von Charles Robert Alexandre des Moulins (1798–1875) als Chef du Laboratoire du Museum d’Histoire Naturelle und verwaltete bis zu seinem Tod im Jahr 1870 die Vogelabteilung. Als bescheidener und fleißiger Wissenschaftspionier lebte er dort ein halbes Jahrhundert von einem kargen Lohn von nur 2500 Francs im Jahr.
Nachdem Antoinette Paulette Jacqueline Knip, geb. Rifer de Courcelles (1781–1851), ein Werk von Anselme Gaëtan Desmarest (1784–1838) über exotische Vögel, Histoire naturelle des tangares, des manakins et des todiers, illustriert hatte, verlagerte sie ihren Schwerpunkt auf das Malen von Tauben. Sie bat Coenraad Jacob Temminck (1778–1858), den Text zu schreiben, und hatte damit schließlich Erfolg. Im Jahr 1808 erschien die erste Lieferung des Werkes, das unter dem Titel Histoire naturelle générale des Pigeons par C. J. Temminck gedruckt wurde. Als Temminck im Jahr 1811 nach Paris zurückkehrte, bemerkte er, dass Frau Knip ihn schon seit 1808 hintergangen und alle weiteren Lieferungen ausschließlich unter ihrem Namen und dem kurzen Titel Les pigeons publiziert hatte. Man ging im Unfrieden auseinander und das Taubenwerk blieb zunächst ein Fragment. Erst viele Jahre später versöhnte sich Frau Knip mit Temminck und er gestattete ihr sogar, einige von den Mitgliedern der Naturkundlichen Kommission neu entdeckte Taubenarten abzubilden. So publizierte sie im Zeitraum von 1838 bis 1843 einen zweiten Band mit weiteren 60 Taubentafeln, für den Prévost den Text verfasste. Der Band bestand aus 15 Lieferungen zum Preis von 25 Francs.
Im Jahr 1837 kam die erste, 1845 die zweite Auflage von Charles Louis Lemaires Histoire naturelle des oiseaux d’Europe auf den Markt. Obwohl kein Unterschied zwischen den beiden Auflagen zu erkennen war, fand sich ab der zweiten Auflage plötzlich Prévosts Name auf dem Buchtitel. Auch die Histoire naturelle des oiseaux exotiques aus dem Jahre 1836 erschien zunächst ohne Prévosts Namen.
Als Joseph Fortuné Théodore Eydoux (1802–1841) und Louis François Auguste Souleyet (1811–1852) die Beschreibung der zoologischen Ausbeute der Corvette La Bonite zwischen 1836 und 1837 begannen, war es Prévost, der zusammen mit Jean-Joseph Zéphirin Gerbe (1810–1890) das Kapitel Vögel bearbeitete. Als Chef der zoologischen Abteilung stellte er auch Material aus dem Museum zur Verfügung, das von der Reise aus Indien und China unter dem Kommandanten Cyrille Pierre Théodore Laplace (1793–1875) stammte. Weitere Bälge kamen aus der Sammlung von François Victor Masséna, des zweiten Herzogs von Rivoli und dritten Fürsten von Essling (1799–1863), und wurden von dessen privatem Kurator Louis Kiener zur Verfügung gestellt. Das Resultat publizierte Eydoux im Werk Voyage autor du monde par les mers de l’Inde et de Chine exécuté sur le corvette de l’état La Favorite pendant les années 1830, 1831 et 1832 sous la commandement de M. Laplace.
Zusammen mit Marc Athanase Parfait Œillet Des Murs (1804–1894) bearbeitete Prévost die Vögel in Voyage en Abyssinie, einem Werk, in dem die Ausbeute von Charlemagne Théophile Lefebvre (1811–1860), Antoine Petit, Léon Richard Quartin-Dillon (–1840) und Vignaud während ihrer Reise im Kaiserreich Abessinien in den Jahren 1839 und 1842 beschrieben wurde. Die anderen zoologischen Kapitel wurden von Antoine Alphonse Guichenot (1809–1876) und Félix Édouard Guérin-Méneville (1799–1874) bearbeitet. Auch im Band über Zoologie des Werkes Voyage autour du monde sur la frégate la Vénus bearbeitete er zusammen mit Des Murs die Vogelausbeute einer Weltumsegelung von Abel Aubert Dupetit-Thouars (1793–1864). Mit Geoffroy Saint-Hilaire und Jacques Pucheran (1817–1895) publizierte er 1851 einen Katalog, der die Säugetiere und Vögel des Museums dokumentieren sollte. Allerdings bestand der einzige Band nur aus dem Bereich Säugetiere, so dass sein Anteil am Werk gering sein dürfte.
Später verlagerte Prévost seinen Forschungsschwerpunkt auf die kurz- oder langfristige Anpassung fremder Tiere und Vögel an die klimatischen Lebensbedingungen in Paris. In verschiedenen Artikeln schrieb er über die Akklimatisierung von Kängurus, Virginiawachteln oder des Großen Emus.
Es folgten Studien über die Ernährung von Vögeln (Du régime alimentaire des oiseaux). Mit Hilfe dieser Erkenntnisse arbeitete er nach und nach die Zusammenhänge zwischen Insekten als Nahrungsquelle für Vögel (De la destruction du Hanneton et de son emploi pour la nourriture des jeunes oiseaux) und ihrer Bedeutung für die Landwirtschaft heraus (Notice sur les travaux d’histoire naturelle et particulièrement de zoologie appliquée à l’économie agricole). Dabei beleuchtete er die Rolle der Raubvögel (De la conservation des oiseaux de proie nocturnes dans l’intérêt de l’agriculture) ebenso wie die Rolle der Schwalben (Un mot en faveur de l’utilité des hirondelles). Diese Veröffentlichungen brachten ihm auch internationale Anerkennung. So schrieb Leonard Landois (1837–1902):

„Diese providentielle Aufgabe des Vogels konnte lange Zeit für eine poetische Uebertreibung gelten; heute hat sie, Dank den Arbeiten der neueren Naturforscher, und namentlich des Hrn. Florent Prévost, eines Naturforscher-Gehülfen an unserem naturhistorischen Museum, ihren Platz unter den erwiesensten Wahrheiten der Wissenschaft eingenommen.“

Und weiter hieß es:

„Ferner hat Hr. Florent Prévost sorgfältig geordnete Tableaux hergerichtet, welche das Verständnis der erzielten Resultate ungemein erleichtert. Diese meist ungedruckten Arbeiten, deren Verdienst Hr. Geoffroy Saint Hillaire mehr als einmal ins Licht gestellt hat, haben von der Akademie der Wissenschaften und mehreren gelehrten Gesellschaften die ehrenvollsten Zeugnisse der Billigung erhalten.“

Während der Weltausstellung 1862 in London stellte Prévost eine beachtliche Sammlung Vogelmägen inklusive ihres Inhalts aus.
Oft finden sich in der Literatur Hinweise, dass Prévost auch als Tierillustrator tätig war und an der Iconographie ornithologique von Marc Athanase Parfait Œillet Des Murs (1804–1894) mitgearbeitet habe. Doch stammen die handkolorierten Lithographien von Lucien Alphonse Prévost (1799–1846) und Paul Louis Oudart (1796–1860), ohne dass Florent Prévost irgendetwas beigetragen hat. Der Tierillustrator war Prèvosts jüngerer Bruder.

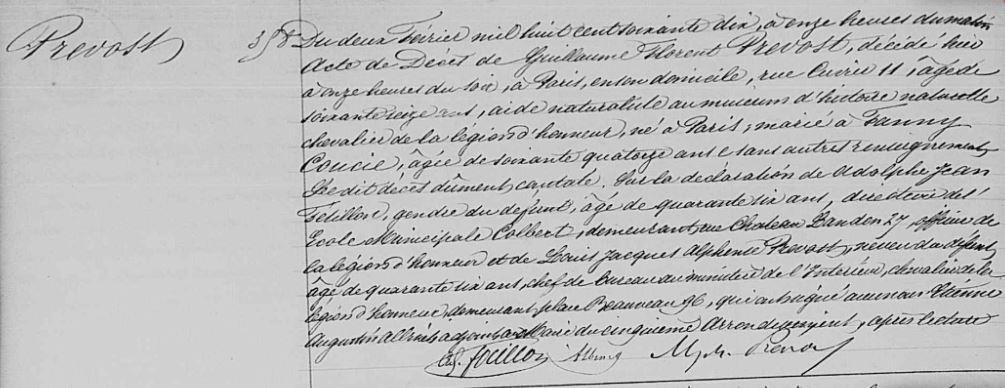
Eintrag seines Todes im 5. Arrondissement von Paris

## Ehrungen
Im Jahr 1857 wurde ihm die Medaille erster Klasse der Société impériale zoologique d’acclimatation (heute: Société nationale de protection de la nature) für die Akklimatisierung der Asiatischen Esel, Lamas und insbesondere der Kasuare verliehen. Schon zwei Jahre später erkannte ihm die Gesellschaft die Medaille wieder ab, da er sich nicht ausreichend um eine Herde Yaks gekümmert hatte und deren Verlust nicht einmal bedauerte.
Die Société impériale et centrale d’agriculture (heute: Académie d’agriculture de France) verlieh ihm 1858 die Goldmedaille mit dem Bildnis von Olivier de Serres (1539–1619).

## Dedikationsnamen
René Primevère Lesson (1794–1849) widmete ihm im Jahr 1832 das Artepitheton des Grünbrust-Mangokolibris (Anthracothorax prevostii). In seiner Widmung schrieb er:

„Nous sommes redevables de ce colibri à M. Florent Prévost; on ignore de quelle partie de l’Amerique méridionale il pouvient.“

Eine weitere Art, die Lesson mit seinem Namen bedachte, ist der Helmvanga (Euryceros prevostii) Lesson, 1831. Das Typusexemplar hatte Prévost von einer Sammlung aus Madagaskar bekommen.
Amblycercus prevostrii ist heute ein Synonym für eine Unterart der Gelbschnabelkassike (Amblycercus holosericeus australis).

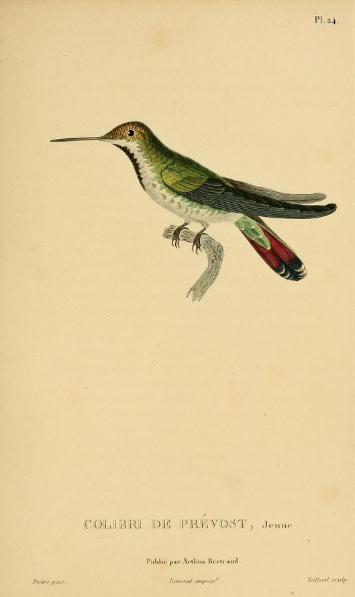
Grünbrust-Mangokolibri, gemalt von Jean-Gabriel Prêtre (1768–1849)
Helmvanga, gemalt von Prêtre
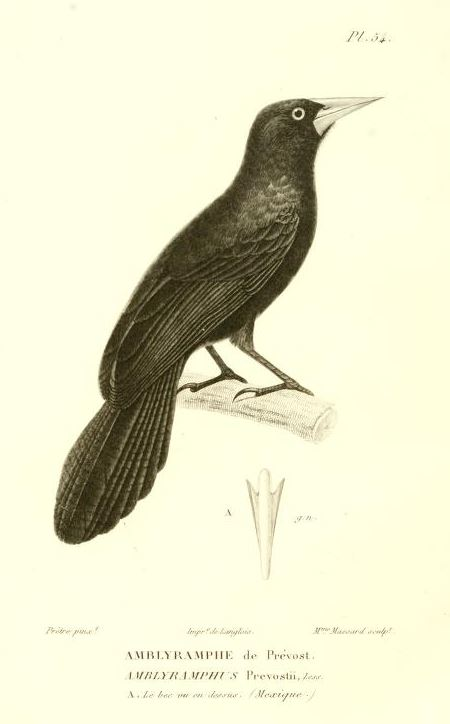
Gelbschnabelkassike Lithografie Prêtre, Gravur Sophie Éléonore Sophie Rebel (* 1790) geb. Massard

In der Erstbeschreibung der Katzenaugen-Wassertrugnatter (Gerarda prevostiana) machten Joseph Fortuné Théodore Eydoux (1802–1841) und François-Louis-Paul Gervais (1816–1879) ihrem Freund ihre Aufwartung. Dabei erwähnten sie, dass dieser viele interessante Beobachtungen bei der Geburt von Schlangen gemacht hatte.
Das Prevost-Hörnchen Callosciurus prevostii (Desmarest, 1822) ist nicht ihm, sondern Constant Prévost (1787–1856) und die zu den Flohkrebsen gehörende Art Apohyale prevostii (Milne-Edwards, 1830) ist wohl dem Schweizer Naturphilosophen, Physiker und Chemiker Isaac Bénédict Prévost (1755–1819) gewidmet.

## Erstbeschreibungen von Florent Prévost
Prévost war für einige Vogelarten und Unterarten der Erstautor. Bei einigen Beschreibungen arbeitete er mit Des Murs zusammen.

### Arten
Zu den Arten, die Prévost beschrieb, gehören chronologisch:
- Aymaratäubchen (Metriopelia aymara) (Prévost, 1840)
- Perutäubchen (Columbina cruziana) (Prévost, 1842)
- Korallenfruchttaube (Ptilinopus rivoli) (Prévost, 1843)
- Rosentaube (Nesoenas mayeri) (Prévost, 1843)
- Streifentaube (Geotrygon linearis) (Prévost, 1843)
- Goldnackentangare (Tangara ruficervix) (Prévost & Des Murs, 1846)
- Kleine Bartameisenpitta (Grallaria guatimalensis) Prévost & Des Murs, 1846
- Ockerbauch-Ameisenpitta (Grallaria squamigera) Prévost & Des Murs, 1846
- Weißwangenammer (Melozone biarcuata) (Prévost & Des Murs, 1846)
- Graumantelwürger (Lanius excubitoroides) Prévost & Des Murs, 1847
- Ohrfleck-Bartvogel (Trachyphonus darnaudii) (Prévost & Des Murs, 1847)
- Rotbart-Fruchttaube (Ptilinopus mercierii) (Des Murs & Prévost, 1849)

### Unterarten
Zu den Unterarten, die Prévost beschrieb, gehören chronologisch:
- Kapuhu (Bubo capensis dillonii) Des Murs & Prévost, 1846
- Prachtfruchttaube (Ptilinopus superbus temminckii) (Des Murs & Prévost, 1849)

## Werke

### Jahre 1838 bis 1843
- zusammen Antoinette Paulette Jacqueline Knip geb. Rifer de Courcelles: Les pigeons. Band 2. Bellizard, Dufour et Cie, Paris 1843 (biodiversitylibrary.org).

### Jahr 1841
- Bearbeitung Kapitel Vögel mit Jean-Joseph Zéphirin Gerbe in  Joseph Fortuné Théodore Eydoux und Louis François Auguste Souleyet: Voyage autour du monde: exécuté pendant les années 1836 et 1837 sur la corvette la Bonite, commandée par M. Vaillant, captaine de vaisseau (= Zoologie. Band 1, Nr. 1). Arthus-Bertrand, Paris 1841, S. 69–132 (biodiversitylibrary.org [abgerufen am 13. Juli 2013]).

### Jahr 1845
- zusammen mit Charles Louis Lemaire, Hippolyte Louis Émile Pauquet, Polydore Jean Charles Pauquet: Histoire naturelle des oiseaux d’Europe: passereaux, ouvrage orné de figures peintes d’aprés nature. 2. Auflage. L. de Bure & Pauquet, Paris 1845.

### Jahr 1846
- zusammen mit Marc Athanase Parfait Œillet Des Murs: Description d’une nouvelle espèce d’oiseaux de Madagascar, du genre Philépitte, et de trois nouvelles espèces d’Abyssinie. In: Revue zoologique. Band 9, 1946, S. 241–243 (biodiversitylibrary.org [abgerufen am 24. September 2011]).
- zusammen mit Charles Louis Lemaire, Hippolyte Louis Émile Pauquet, Polydore Jean Charles Pauquet: Histoire naturelle des oiseaux exotiques avec 80 planches représentant 200 sujets peintes d’aprés nature. 2. Auflage. L. de Bure & Pauquet, Paris 1846.

### Jahr 1847
- mit Marc Athanase Parfait Œillet Des Murs, Antoine Alphone Guichenot, Félix Édouard Guérin-Méneville: Voyage en Abyssinie: exécuté pendant les années 1839, 1840, 1841, 1842, 1843 par une commission scientifique composée de MM. Théophile Lefebvre, Lieutenant de vaisseau, Chevalier de la Légion d’honneur, A. Petit et Quartin-Dillon, Docteurs-Médecins, Vignaud, Dessinateur – Publié par ordre du Gouvernement sous les auspices de M. le Ministre de la Marine. Band 6. Arthus-Bertrand, Paris 1847 (books.google.de [abgerufen am 9. Januar 2013]).

### Jahr 1851
- zusammen mit Isidore Geoffroy Saint-Hilaire, Jacques Pucheran: Catalogue méthodique de la collection des mammifères, de la collection des oiseaux et des collections annexes. Gide et Baudry, Paris 1851 (books.google.de [abgerufen am 9. Januar 2013]).

### Jahr 1854
- De l’acclimatation du kangurou. In: Bulletin de la Société impériale zoologique d’acclimatation. Band 1, 1854, S. 53–55 (biodiversitylibrary.org [abgerufen am 9. Januar 2013]).
- Note sur l’acclimatation du Colin Houi de l’Amérique du Nord. In: Bulletin de la Société zoologique d’acclimatation. Band 1, 1854, S. 247–251 (biodiversitylibrary.org [abgerufen am 9. Januar 2013]).

### Jahr 1855
- mit Isidore Geoffroy Saint-Hilaire, Marc Athanase Parfait Œillet Des Murs, Auguste Henri André Duméril, Achille Valenciennes: Voyage autour du monde sur la frégate la Vénus. commandée par Abel de Petit-Thouars, Capitaine de vaisseau, Commandeur de la Légion d’honneur. Zoologie: mammifères, oiseaux, reptiles, et poissons. Band Zoologie. Gide et J. Baudry, Paris 1855 (biodiversitylibrary.org [abgerufen am 9. Januar 2013]).
- Liste des mammifères et des oiseaux des diverses parties du monde dont l’acclimatation en France et en Algérie peut être tentée avec le plus de chances de succès – Liste des Oiseaux. In: Bulletin de la Société zoologique d’acclimatation. Band 2, Nr. 7, 1855, S. 356–363 (gallica.bnf.fr [abgerufen am 9. Januar 2013]).

### Jahr 1857
- De l’acclimatation et de la reproduction du Casoar de la Nouvelle-Hollande (Dromaius Novæ-Hollandiæ). In: Bulletin de la Société zoologique d’acclimatation. Band 4, 1857, S. 571–577 (gallica.bnf.fr [abgerufen am 9. Januar 2013]).

### Jahr 1858
- Du régime alimentaire des oiseaux. In: Comptes rendus hebdomadaires des séances de l’Académie des sciences. Band 46, 1858, S. 136–138 (gallica.bnf.fr [abgerufen am 9. Januar 2013]).
- Rapport sur un mèmoire de M. Florent Prèvost, relatif aux aliments des Oiseaux. In: Comptes rendus hebdomadaires des séances de l’Académie des sciences. Band 46, 1858, S. 322–324 (gallica.bnf.fr [abgerufen am 9. Januar 2013]).
- Du régime alimentaire des oiseaux. In: Bulletin de la Société zoologique d’acclimatation. Band 5, 1858, S. 259–266 (gallica.bnf.fr [abgerufen am 9. Januar 2013]).
- Un atlas comprenant les figures d’un grand nombre d’oiseaux dans les mœurs. In: L’Institut, Journal Universel de science et des société savantes en France et a l’étranger. Nr. 1255, 1858, S. 17–18 (books.google.de [abgerufen am 9. Januar 2013]).

### Jahr 1859
- De la destruction du Hanneton et de son emploi pour la nourriture des jeunes oiseaux. In: Bulletin de la Société impériale zoologique d’acclimatation. Band 6, Nr. 5, 1859, S. 202–203 (biodiversitylibrary.org [abgerufen am 9. Januar 2013]).
- Liste des principales espèces mammifères et des oiseaux qui sont reproduites a la ménagerie du muséum de l’année 1830 à 1854. In: Bulletin de la Société impériale zoologique d’acclimatation. Band 6, Nr. 6, 1859, S. 252–254 (biodiversitylibrary.org [abgerufen am 9. Januar 2013]).

### Jahr 1861
- Des animaux d’appartement et de jardin: Oiseaux, poissons, chiens, chats. F. Savy, Paris 1861 (books.google.de [abgerufen am 9. Januar 2013]).
- Übersetzung aus dem Französischen: Zimmer- und Garten-Thiere (Vögel, Fische, Hunde, Katzen). C. Rümpler, Hannover 1861.

### Jahr 1864
- zusammen mit Charles Louis Lemaire, Hippolyte Louis Émile Pauquet, Polydore Jean Charles Pauquet: Histoire naturelle des oiseaux d’Europe: passereaux, ouvrage orné de figures peintes d’aprés nature. 3. Auflage. F. Savy, Paris 1864.
- zusammen mit Charles Louis Lemaire, Hippolyte Louis Émile Pauquet, Polydore Jean Charles Pauquet: Histoire naturelle des oiseaux exotiques avec 80 planches représentant 200 sujets peintes d’aprés nature. 3. Auflage. F. Savy, Paris 1864.

### Jahr 1866
- Notice sur les travaux d’histoire naturelle et particulièrement de zoologie appliquée à l’économie agricole. A. Lebon, Paris 1866.

### Jahr 1867
- De la conservation des oiseaux de proie nocturnes dans l’intérêt de l’agriculture. In: Bulletin des séances de la Société impériale et centrale d’agriculture de France (= 3). Band 2, 1867, S. 65–67 (books.google.de [abgerufen am 9. Januar 2013]).
- Un mot en faveur de l’utilité des hirondelles. In: Bulletin des séances de la Société impériale et centrale d’agriculture de France (= 3). Band 2, 1867, S. 245–249 (books.google.de [abgerufen am 9. Januar 2013]).

### Jahr 1869
- De l’existence de cornes rudimentaires sur la tete des femelles de cerfs. In: Nouvelles archives du Muséum d’histoire naturelle. Band 5, 1869, S. 271–275 (biodiversitylibrary.org [abgerufen am 9. Januar 2013]).

### Jahr 1872
- Des animaux d’appartement et de jardin: Oiseaux, poissons, chiens, chats. 2. Auflage. F. Savy, Paris 1872.

### Jahr 1879
- zusammen mit Charles Louis Lemaire, Hippolyte Louis Émile Pauquet, Polydore Jean Charles Pauquet: Histoire naturelle des oiseaux d’Europe: passereaux, ouvrage orné de figures peintes d’aprés nature. 4. Auflage. F. Savy, Paris 1879.
- zusammen mit Charles Louis Lemaire, Hippolyte Louis Émile Pauquet, Polydore Jean Charles Pauquet: Histoire naturelle des oiseaux exotiques avec 80 planches représentant 200 sujets peintes d’aprés nature. 4. Auflage. F. Savy, Paris 1879.

### Jahr 1899
- Anmerkungen von Jean-Frédéric Émile Oustalet: Notes et remarques sur les Observations, sur le régime alimentaire des Oiseaux. In: Ornis. Band 10, 1899, S. 121–158 (biodiversitylibrary.org [abgerufen am 9. Januar 2013]).